# مهرجان الدمام المسرحي
مهرجان الدمام المسرحي هو مهرجان مسرحي محلي سنوي يعقد في مدينة الدمام في المملكة العربية السعودية، وقد تأسس في عام 2002م.

## نبذة تاريخية
في عام 2002، تم إطلاق أول نسخة من مهرجان الدمام للعروض القصيرة، الذي تنظمه لجنة المسرح بجمعية الثقافة والفنون في الدمام، ليكون المساهم الأهم في تنشيط وتطوير الحياة المسرحية في المنطقة الشرقية، و توفير فرصة للتنافس والتواصل بين التجارب المسرحية المحلية، وتشجيع روح العمل الجماعي والتنافس الخلاق بين المسرحيين، ودعم وتشجيع الطاقات الشابة وتحفيزها على اختبار قدراتها الفنية، واكتشاف مواهب جديدة وتهيئتها للمستقبل.
بدأ المهرجان آنذاك كنشاط محلي داخلي مخصص لأعضاء قسم المسرح في الجمعية والمسرحيين المهتمين في المنطقة من اجل خلق فضاءات مسرحية جديدة في مجال التأليف والإخراج والإعداد والتمثيل والأداء والتقنيات الفنية، وذلك من خلال البحث والتجريب والعمل الجماعي المشترك.
شهدت الدورة الأولى مشاركة ست فرق مسرحية أهلية، قدمت عروضاً متفاوتة المستوى من هواة، وجدوا في هذه المسابقة فرصة سانحة لاختبار ممكناتهم في مجال المسرح. وكانت المسابقة قد بدأت ووفق ما أعلن إسمها (المسرح المفتوح) في اعتماد فكرة الفضاء المفتوح لتقديم العروض المسرحية المشاركة وكان الدافع آنذاك هو خلق مناخ للبحث والتجريب خارج إطار العلبة الإيطالية، وذلك لتحفيز الفرق المشاركة على استغلال زوايا المقر وإعادة بناء مكان عرض يتناسب، وذلك لعدم توافر صالة عرض في مقر الجمعية
بلغ عدد العروض المشاركة في المهرجان حتى دورته التاسعة تسعة وسبعين عرضا تعدى مجموع كوادرها الثمان مئة بين ممثل ومخرج و مؤلف وفني و موسيقار. كما تخلل المهرجان عروضا مستضافة لفرق سعودية وخليجية و ندوات حوارية ونقدية تعقب كل عرض بهدف قرائته ومناقشة نقاط القوة والضعف فيه.
و قد دأب المنظمون على تكريم شخصيات على هامش المهرجان تم اختيارها بناء على جهودهم التي قدموها في خدمة المسرح وإثراء الثقافة المسرحية في المنطقة وأطلقوا أسماء بعض المكرمين على بعض دورات المهرجان عرفانا لهم تخليدا لذكراهم وهم إبراهيم الصديقي و عبدالرحمن المريخي و نضال أبو نواس وشاكر الشيخ.
مضى المهرجان عاماً بعد عام يحدث نقلات نوعية في الثقافة المسرحية عند سكان المنطقة ويفتح الباب لموهوبين اعتمدوا على أنفسهم في صقل موهبتهم المسرحية في ظل غياب المعاهد المتخصصة، فكانت خشبة مسرح المهرجان حاضنة لهم. بزغت منهم نماذج مشرفة أثبتت إبداعها واختصاصها في جوانب المسرح المختلفة كالنصوص والأدائيات و السينوغرافيا والإخراج و تقنيات المسرح وغيرها، حتى قامت لجنة المهرجان بتبني بعض عروض المهرجان المميزة ورعايتها لتمثل فيما بعد جمعية الثقافة والفنون و المملكة في المهرجانات الخليجية والعربية.

## الهدف
إن الهدف من مهرجان الدمام المسرحي، هو الإسهام في تشكيل حركة مسرحية سعودية، قادرة على التواصل مع الجمهور، وتمثيل السعودية في محافل المسرح محليًّا وإقليميًّا.

## الفعاليات
تضم فعاليات المهرجان مسابقتين رئيستين، وهما:
- مسابقة العروض المسرحية.
- مسابقة النصوص المسرحية غير المنفذة.

## الأهمية
يحظى المهرجان بأهمية خاصة، ويُعدُّ المحرك الرئيس للحراك المسرحي، حيث أسهم في بروز ممثلين وكتَّاب ومخرجين، كما يتميز المهرجان بوجود مسابقة مستقلة للنص المسرحي.

## التوقف
في أكتوبر 2016، أقيمت الدورة الحادية عشرة تحت مسمى "دورة الفنان بكر الشدي "، وتم تكريم الدكتورة ملحة عبد الله، إلا أن المسرح توقف مدة 3 سنوات، قبل أن يعود الى نشاطه في فبراير 2020.